# کامپیوتر ساده در حد امکان
کامپیوتر ساده در حد امکان (به انگلیسی: Simple-As-Possible computer) به اختصار (SAP)، یک معماری رایانه‌‌ای ساده شده‌است که برای اهداف آموزشی طراحی شده‌است و در کتاب Digital Computer Electronics نوشته آلبرت پل مالوینو و جرالد ای براون توضیح داده شده‌است. معماری اس‌ای‌پی به عنوان نمونه‌ای در الکترونیک کامپیوتر دیجیتال برای ساخت و تجزیه و تحلیل سیستم‌های پیچیده منطقی با الکترونیک دیجیتال عمل می‌کند.
Digital Computer Electronics به‌طور متوالی سه نسخه از این کامپیوتر را با نام‌های SAP-1، SAP-2 و SAP-3 توسعه می‌دهد. هر یک از دو مورد آخر با افزودن قابلیت‌های محاسباتی، جریان کنترل و ورودی/خروجی، بر اساس نسخه قبلی بلافاصله ایجاد می‌شوند. SAP-2 و SAP-3 کاملاً تورینگ کامل هستند.
معماری مجموعه دستورالعمل (ISA) که نسخه نهایی کامپیوتر (SAP-3) برای پیاده‌سازی آن طراحی شده‌است، الگوبرداری شده و به سمت بالا با ISA خانواده ریزپردازنده‌های ۸۰۸۰/۸۰۸۵ اینتل سازگار است؛ بنابراین، دستورالعمل‌های پیاده‌سازی‌شده در سه نسخه رایانه SAP، در هر مورد، زیرمجموعه‌ای از دستورالعمل‌های ۸۰۸۰/۸۰۸۵ هستند.

## گونه

### طرح بن ایتر (Ben Eater)

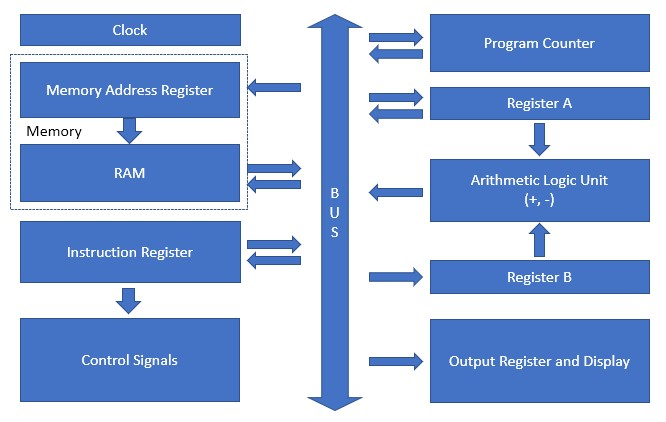
نمای کلی در سطح بالا از رایانه SAP برد بورد Ben Eater.

یوتیوبر و کارمند سابق آکادمی خان، بن ایتر، آموزش ساخت یک کامپیوتر اس‌ای‌پی ۸ بیتی تورینگ کامل بر روی برد بورد از تراشه‌های منطقی (سری ۷۴۰۰) ایجاد کرد که قادر به اجرای برنامه‌های ساده مانند محاسبه دنباله فیبوناچی است. طراحی ایتر از ماژول‌های زیر تشکیل شده‌است:
- یک ماژول ساعت با سرعت قابل تنظیم (محدودیت بالای چند صد هرتز) که می‌تواند در یک «حالت دستی» قرار گیرد تا چرخه‌های ساعت را طی کند.
- سه ماژول ثبت (Register A، Register B و Instruction Register) که «مقدار کمی از داده‌هایی را که سی‌پی‌یو در حال پردازش است ذخیره می‌کند.»
- یک واحد منطقی حسابی (ALU) که قادر به جمع و تفریق اعداد صحیح مکمل دو ۸ بیتی از ثبات‌های A و B است. این ماژول همچنین دارای یک ثبات نشان با دو نشان احتمالی (Z و C) است. Z مخفف «صفر» است و اگر خروجی ALU صفر باشد فعال می‌شود. C مخفف «حمل» است و در صورتی فعال می‌شود که ALU یک بیت انتقال تولید کند.
- یک ماژول رم با قابلیت ذخیره ۱۶ بایت. این بدان معناست که رم ۴ بیتی آدرس پذیر است. همان‌طور که وب سایت ایتر می‌گوید، «این تا حد زیادی بزرگترین محدودیت [رایانه] آن است».[۲]
- یک شمارنده برنامه ۴ بیتی که دستورالعمل فعلی پردازنده را که مربوط به یک رم آدرس پذیر ۴ بیتی است، پیگیری می‌کند.
- یک ثبات خروجی که محتوای خود را بر روی چهار نمایشگر ۷ قسمتی نمایش می‌دهد که قادر به نمایش اعداد صحیح بدون علامت و مکمل ۲ است. خروجی‌های نمایشگر ۷ قسمتی توسط ئی‌ئیپ‌رام‌ها کنترل می‌شوند که با استفاده از ریزکنترل‌گر آردوینو برنامه‌ریزی می‌شوند.
- باس که این اجزا را به هم متصل می‌کند. اجزا با استفاده از بافرهای سه حالته به گذرگاه متصل می‌شوند.
- یک ماژول «منطق کنترل» که «اپکدهایی را که پردازنده تشخیص می‌دهد و زمانی که هر دستورالعمل را اجرا می‌کند اتفاق می‌افتد» را تعریف می‌کند،[۳] و همچنین رایانه را قادر می‌سازد تا Turing-complete شود. میکروکدهای سی‌پی‌یو با استفاده از میکروکنترلر آردوینو در EEPROM برنامه‌ریزی می‌شوند.

طراحی بن ایتر الهام گرفته از چندین نوع دیگر و پیشرفت‌ها، در درجه اول در انجمن ردیت ایتر است. برخی از نمونه‌های بهبود عبارتند از:
- یک ماژول رم توسعه یافته که قادر به ذخیره ۲۵۶ بایت است و از کل فضای آدرس ۸ بیتی استفاده می‌کند. با کمک رحیسترهای قطعه‌بندی، ماژول رم را می‌توان به فضای آدرس ۱۶ بیتی گسترش داد که با استاندارد رایانه‌های ۸ بیتی مطابقت دارد.
- یک ثبات پشته که امکان افزایش و کاهش نشانگر پشته را فراهم می‌کند.